# Rageade
Rageade é uma comuna francesa na região administrativa de Auvérnia-Ródano-Alpes, no departamento de Cantal. Estende-se por uma área de 12,92 km². Em 2010 a comuna tinha 104 habitantes (densidade: 8 hab./km²).